# Campeonato de Primera D 2008-09
El Campeonato de Primera D 2008-09 fue la quincuagésima novena edición del torneo. Se disputó desde el 8 de agosto de 2008 hasta el 30 de mayo de 2009.
Los nuevos equipos participantes fueron: Centro Español que volvió de la desafiliación y los descendidos de la Primera C, San Martín de Burzaco y Dock Sud. En total participaron 18 equipos, que jugaron a dos ruedas un total de 34 fechas.
El campeón fue Midland, con 74 puntos que de esta manera obtuvo el ascenso a la Primera C. El campeón del Torneo Reducido fue Deportivo Riestra, que perdió luego en la Promoción frente a Defensores Unidos y no pudo lograr el ascenso.
Asimismo, el torneo determinó el descenso y la desafiliación por una temporada de Puerto Nuevo, último en la tabla de promedios.

## Ascensos y descensos
| Promedio | Desafiliado de la Primera D 2007-08 |
| -------- | ----------------------------------- |
| 18.º     | Muñiz                               |

| Reafiliado     |
| -------------- |
| Centro Español |

| Posición   | Ascendidos a la Primera C 2008-09 |
| ---------- | --------------------------------- |
| 1.º        | Defensores Unidos                 |
| Gan. Prom. | Berazategui                       |

| Promedio | Descendidos de la Primera C 2007-08 |
| -------- | ----------------------------------- |
| 19.º     | San Martín (B)                      |
| 20.º     | Dock Sud                            |

## Equipos
| Equipo               | Ciudad             | Estadio                   | Capacidad |
| -------------------- | ------------------ | ------------------------- | --------- |
| Argentino de Quilmes | Quilmes            | Argentino de Quilmes      | 7000      |
| Atlas                | General Rodríguez  | Ricardo Puga              | 2500      |
| Central Ballester    | General San Martín | Monumental de Villa Lynch | 1000      |
| Centro Español       | Morón              | Ricardo Puga              | 3000      |
| Claypole             | Claypole           | Rodolfo Vicente Capocasa  | 1000      |
| Deportivo Paraguayo  | Buenos Aires       | Juan Antonio Arias        | 2950      |
| Deportivo Riestra    | Buenos Aires       | Guillermo Laza            | 3000      |
| Dock Sud             | Dock Sud           | De Los Inmigrantes        | 9500      |
| Ferrocarril Urquiza  | Villa Lynch        | Monumental de Villa Lynch | 1000      |
| Ituzaingó            | Ituzaingó          | Ituzaingó                 | 3500      |
| Juventud Unida       | San Miguel         | Néstor Bedgni             | 3200      |
| Liniers              | San Justo          | Juan Antonio Arias        | 3000      |
| Lugano               | Tapiales           | José María Moraños        | 1500      |
| Midland              | Libertad           | Ciudad de Libertad        | 7000      |
| Puerto Nuevo         | Campana            | Rubén Carlos Vallejos     | 500       |
| San Martín           | Burzaco            | Francisco Boga            | 3500      |
| Victoriano Arenas    | Valentín Alsina    | Saturnino Moure           | 1500      |
| Yupanqui             | Buenos Aires       | Guillermo Laza            | 3000      |

### Distribución geográfica de los equipos
| Región                                   | Cant. | Equipos |
| ---------------------------------------- | ----- | --- |
| Conurbano bonaerense                     | 13    | Argentino de Quilmes, Central Ballester, Centro Español, Claypole, Dock Sud, Ferrocarril Urquiza, Ituzaingó, Juventud Unida, Liniers, Lugano, Midland, San Martín (B) y Victoriano Arenas |
| Ciudad de Buenos Aires                   | 3     | Deportivo Paraguayo, Deportivo Riestra y Yupanqui |
| Interior de la provincia de Buenos Aires | 2     | Atlas y Puerto Nuevo |

## Formato

### Competición
Se jugaron dos ruedas de 17 fechas cada una, todos contra todos. 

### Ascenso
El campeón ascendió directamente a la Primera C. Los ubicados del segundo al noveno puesto se enfrentaron en un torneo reducido, por eliminación directa, con ventaja deportiva para los mejor ubicados en la tabla final, y el ganador jugó la promoción contra el penúltimo promedio de la Primera C.

### Desafiliación temporaria
Al final de la temporada, el equipo con el peor promedio fue suspendido en su afiliación por un año.

## Tabla de posiciones final
|  |     | Equipo               | Pts | PJ | G  | E  | P  | GF | GC | Dif |
|  | --- | -------------------- | --- | -- | -- | -- | -- | -- | -- | --- |
|  | 1.  | Midland              | 74  | 34 | 22 | 8  | 4  | 68 | 31 | +37 |
|  | 2.  | Deportivo Riestra    | 71  | 34 | 21 | 8  | 5  | 47 | 26 | +21 |
|  | 3.  | Argentino de Quilmes | 68  | 34 | 21 | 5  | 8  | 60 | 30 | +30 |
|  | 4.  | Atlas                | 61  | 34 | 17 | 10 | 7  | 63 | 45 | +18 |
|  | 5.  | Liniers              | 56  | 34 | 16 | 8  | 10 | 59 | 37 | +22 |
|  | 6.  | Victoriano Arenas    | 52  | 34 | 14 | 10 | 10 | 38 | 36 | +2  |
|  | 7.  | Deportivo Paraguayo  | 50  | 34 | 13 | 11 | 10 | 39 | 32 | +7  |
|  | 8.  | Juventud Unida (SM)  | 50  | 34 | 14 | 8  | 12 | 35 | 34 | +1  |
|  | 9.  | Claypole             | 49  | 34 | 12 | 13 | 9  | 39 | 32 | +7  |
|  | 10. | Lugano               | 48  | 34 | 12 | 12 | 10 | 40 | 33 | +7  |
|  | 11. | Ituzaingó            | 43  | 34 | 10 | 13 | 11 | 50 | 48 | +2  |
|  | 12. | Dock Sud             | 37  | 34 | 10 | 7  | 17 | 36 | 49 | -12 |
|  | 13. | Centro Español       | 33  | 34 | 7  | 12 | 15 | 45 | 55 | -10 |
|  | 14. | Yupanqui             | 33  | 34 | 7  | 12 | 15 | 32 | 53 | -21 |
|  | 15. | Puerto Nuevo         | 33  | 34 | 7  | 12 | 15 | 29 | 52 | -23 |
|  | 16. | Central Ballester    | 29  | 34 | 6  | 11 | 17 | 29 | 55 | -26 |
|  | 17. | San Martín (B)       | 28  | 34 | 6  | 10 | 18 | 35 | 49 | -14 |
|  | 18. | UAI Urquiza          | 15  | 34 | 3  | 6  | 25 | 19 | 66 | -47 |

|  | Campeón. Ascendió a la Primera C.                              |
|  | Participaron en el Torneo Reducido por el ascenso a Primera C. |
|  | Ganador del torneo reducido                                    |

## Tabla de descenso
| Pos | Equipo               | PJ  | 2006-07 | 2007-08 | 2008-09 | Pts | Promedio |
| --- | -------------------- | --- | ------- | ------- | ------- | --- | -------- |
| 1º  | Midland              | 102 | 61      | 63      | 74      | 198 | 1,941    |
| 2º  | Argentino de Quilmes | 102 | 53      | 63      | 68      | 184 | 1,804    |
| 3º  | Liniers              | 102 | 56      | 60      | 56      | 172 | 1,686    |
| 4º  | Atlas                | 102 | 58      | 48      | 61      | 167 | 1,637    |
| 5º  | Victoriano Arenas    | 102 | 53      | 55      | 52      | 160 | 1,569    |
| 6º  | Deportivo Riestra    | 102 | 31      | 52      | 71      | 154 | 1,510    |
| 7º  | Ituzaingó            | 68  | -       | 54      | 43      | 97  | 1,426    |
| 8º  | Juventud Unida       | 102 | 55      | 39      | 50      | 144 | 1,412    |
| 9º  | Deportivo Paraguayo  | 102 | 49      | 39      | 50      | 138 | 1,353    |
| 10º | Lugano               | 102 | 36      | 53      | 48      | 137 | 1,343    |
| 11º | Claypole             | 102 | 33      | 38      | 49      | 120 | 1,176    |
| 12º | Central Ballester    | 102 | 32      | 50      | 29      | 111 | 1,088    |
| 13º | Dock Sud             | 34  | -       | -       | 37      | 37  | 1,088    |
| 14º | Yupanqui             | 102 | 47      | 22      | 33      | 102 | 1,000    |
| 15º | Centro Español       | 34  | -       | -       | 33      | 33  | 0,971    |
| 16º | UAI Urquiza          | 102 | 36      | 34      | 15      | 85  | 0,833    |
| 17º | San Martín (B)       | 34  | -       | -       | 28      | 28  | 0,824    |
| 18º | Puerto Nuevo         | 102 | 22      | 18      | 33      | 73  | 0,716    |

|  | Desafiliado por una temporada. |

## Torneo reducido
|  | Cuartos de final     | Cuartos de final | Cuartos de final     |                      |   | Semifinales                   | Semifinales                   | Semifinales                   |  |  | Final                          | Final                          | Final                          |
|  | 2 de junio           | 2 de junio       | 2 de junio           |                      |   | del 7 de junio al 10 de junio | del 7 de junio al 10 de junio | del 7 de junio al 10 de junio |  |  | del 14 de junio al 20 de junio | del 14 de junio al 20 de junio | del 14 de junio al 20 de junio |
|  |                      |                  |                      |                      |   |                               |                               |                               |  |  |                                |                                |                                |
|  | Deportivo Riestra    | 1                |                      |                      |   |                               |                               |                               |  |  |                                |                                |                                |
|  | Claypole             | 0                |                      |                      |   |                               |                               |                               |  |  |                                |                                |                                |
|  | Claypole             | 0                |                      | Deportivo Riestra    | 0 | 1                             |                               |                               |  |  |                                |                                |                                |
|  |                      |                  |                      | Deportivo Riestra    | 0 | 1                             |                               |                               |  |  |                                |                                |                                |
|  |                      | Liniers          | 0                    | 0                    |   |                               |                               |                               |  |  |                                |                                |                                |
|  | Liniers              | Liniers          | 0                    | 0                    | 1 |                               |                               |                               |  |  |                                |                                |                                |
|  | Liniers              |                  |                      |                      | 1 |                               |                               |                               |  |  |                                |                                |                                |
|  | Victoriano Arenas    | 1                |                      |                      |   |                               |                               |                               |  |  |                                |                                |                                |
|  |                      |                  |                      |                      |   |                               |                               |                               |  |  | Deportivo Riestra              | 0                              | 1                              |
|  |                      |                  | Argentino de Quilmes | 0                    | 0 |                               |                               |                               |  |  |                                |                                |                                |
|  | Argentino de Quilmes | 2                |                      |                      |   |                               |                               |                               |  |  |                                |                                |                                |
|  | Juventud Unida       | 1                |                      |                      |   |                               |                               |                               |  |  |                                |                                |                                |
|  | Juventud Unida       | 1                |                      | Argentino de Quilmes | 2 | 2                             |                               |                               |  |  |                                |                                |                                |
|  |                      |                  |                      | Argentino de Quilmes | 2 | 2                             |                               |                               |  |  |                                |                                |                                |
|  |                      | Atlas            | 2                    | 0                    |   |                               |                               |                               |  |  |                                |                                |                                |
|  | Atlas                | Atlas            | 2                    | 0                    | 0 |                               |                               |                               |  |  |                                |                                |                                |
|  | Atlas                |                  |                      |                      | 0 |                               |                               |                               |  |  |                                |                                |                                |
|  | Deportivo Paraguayo  | 0                |                      |                      |   |                               |                               |                               |  |  |                                |                                |                                |

## Promoción

### Primera D-Primera C
Esta promoción se definió entre Defensores Unidos (penúltimo del promedio de la Primera C) y el ganador del torneo reducido, Deportivo Riestra. Se jugó en partidos de ida y vuelta.
| Deportivo Riestra                                            | 3 - 2 | Defensores Unidos | Guillermo Laza       | 24 de junio | 15:00 |
| Defensores Unidos                                            | 1 - 0 | Deportivo Riestra | Gigante de Villa Fox | 30 de junio | 15:00 |
| Defensores Unidos mantuvo la categoría con un global de 3-3. |       |                   |                      |             |       |

## Goleadores
| Jugador          | Equipo               | Goles |
| ---------------- | -------------------- | ----- |
| Damian Solferino | Argentino de Quilmes | 27    |
| Wilson Severino  | Atlas                | 23    |
| Lucas Buono      | FC Midland           | 18    |
| Lucas Tiedemann  | Liniers              | 16    |
| Fernando Bianchi | Midland              | 15    |